# Repisvaara södra
Repisvaara södra delen är en bebyggelse i Gällivare kommun söder om stadsdelen som från är klassad 2020 som tätort, Repisvaara. Repisvaara södra delen avgränsades av SCB 2020 till en separat småort och blev vid avgränsningen 2023 klassad som del av tätorten Gällivare.